# Euchromius jaxartella
Euchromius jaxartella là một loài bướm đêm trong họ Crambidae.